# جومير
جومیر (بالإنجليزية: Goomear)‏ الثعبان الشرير في الأساطير الأسترالية، وهو الوجه المعارض للأفعى المسماة بيجارو Biggarro (أو الدب الأسترالي الصغير) التي تساعد الإنسان.